# قرية بيتسفورد (نيويورك)
قرية بيتسفورد (بالإنجليزية: Pittsford (village), New York)‏ هي منطقة سكنية تقع في الولايات المتحدة في نيويورك (ولاية). يقدر عدد سكانها بـ 1,355 نسمة .